# مصحف بریل

جلد مصحف بریل

مصحف بریل قرآنی است که توسط مرکز طبع و نشر قرآن جمهوری اسلامی ایران بر اساس رسم‌الخط قرآن ملی یا مصحف جمهوری اسلامی ایران به جهت استفاده افراد نابینا در خواندن قرآن به چاپ رسیده است. رسم‌الخط این مصحف نیز طبق استانداردهای بین‌المللی قرار دارد و بنابراین می‌تواند مورد استفاده تمامی نابینایان آشنا به خط بریل در سراسر دنیا قرار گیرد.

## تاریخچه مصحف بریل در جهان
قرآن کریم به خط بریل، تا کنون چند بار در جهان اسلام به چاپ رسیده است. برای مثال، در سال ۱۹۵۲ در اردن، در سال ۱۹۶۶ در مصر، در سال ۱۹۷۶ در عربستان، در سال ۱۹۸۸ در تونس، در سال ۲۰۰۵ در کویت و در سال ۲۰۰۶ و ۲۰۰۷ در لیبی به چاپ رسیده است.

نمای داخلی مصحف بریل

## ویژگی‌ها
1. هر سه جزء از قرآن‌های بدون ترجمه به خط بریل در یک جلد جداگانه تنظیم شده که جمعاً ده جلد می‌باشد که به منظور استفاده هر جزء در جلسات قرآن، حمل و نقل تنها یک جلد برای نابینا میسر باشد.
2. رسم الخط این مصحف به‌گونه‌ای تنظیم گردیده که با قواعد بین‌المللی بریل و رسم الخط رایج در جهان اسلام نیز مطابقت داشته باشد و همچنین ضوابط و قواعد رسم الخط قرآن نیز رعایت شده به شکلی که مطالعه آن برای همه مسلمانان نابینا در سایر کشورها امکان پذیر باشد .
3. علائم وقف مورد استفاده در این مصحف بر طبق آخرین تحقیقات مرکز طبع و نشر قرآن جمهوری اسلامی ایران می‌باشد که راهنمای بریل این علائم در ابتدای هرجلد از این مصحف درج شده است .
4. هر آیه از ابتدای پاراگراف آغاز شده و شماره آیه در پایان آن درج گردیده است که این امر سهولت در قرائت را برای قرآن پژوهان نابینا به دنبال خواهد داشت.
5. صفحات فرد شماره جزء و شماره صفحه بریل قرار داده شده که راهنمای خوبی جهت نابینایان می‌باشد.
6. در بالای هر صفحه شماره صفحه بینایی (برطبق صفحات قرآن‌های رایج در جهان اسلام) مشخص شده و اگر صفحه بینایی (برطبق قرآن‌های رایج) در وسط صفحات این مصحف تمام شود، شروع صفحه بعدی با خط کشی بریل و در پایان خط کشی شماره صفحه بینایی مربوطه درج گردیده است که ویژگی منحصر بفرد این مصحفهای بریل میباشد.
7. در اول هر جلد فهرست این مصحف بگونه‌ای تنظیم شده که در آن شماره و نام سوره، تعداد آیات آن سوره و اینکه این آیات از چه صفحه‌ای شروع و در کدام صفحه خاتمه می‌یابد ذکر گردیده است
8. به منظور راهنمای نابینایان روی هر جلد از این مصحف، شماره جلد به همراه اجزاء مربوطه به خط بریل مشخص شده است .
9. جلد سازی و صحافی آن نیز بگونه‌ای انجام شده که در عین برخوردار بودن از زیبایی و استقامت، مطالعه آن جهت نابینایان راحت باشد.[۳] [۴] [۵]

## استفتائات
در مورد احکام اسلامی استفاده از مصحف بریل برخی از مراجع شیعه از جمله روح الله خمینی و سید علی خامنه‌ای نظراتی نیز دارند.